# Торнвуд (Нью-Йорк)
Торнвуд (англ. Thornwood) — деревня и статистически обособленная местность, входящая в состав города Маунт-Плезант в округе Уэстчестер, штат Нью-Йорк, США . Население по переписи 2010 года, составляло 3759 человек. 

## История
В 1891 году Льюис Смэдбэк начал весьма успешное развитие территории, которая сейчас называется Торнвуд. Деревня Шерман-Парк была зарегистрирована в 1906 году, а в 1909 году название было изменено на Хиллсайд. Деревня была упразднена в 1914 году, когда Торнвуд получил своё нынешнее название и стал деревушкой в пределах города Маунт-Плезант. Возможно, название Торнвуд происходит от «Hawthorne's Woods», поскольку Хоторн — соседняя деревня. Другая версия предполагает, что Торнвуд назван в честь местности в Глазго, Шотландия.

## Население
| 2010 | 2020  |
| ---- | ----- |
| 3759 | ↗3960 |